# Яранкаси
Яранка́си (рос. Яранкасы, чув. Яранкасси) — присілок у складі Чебоксарського району Чувашії, Росія. Входить до складу Сіньял-Покровського сільського поселення.
Населення — 261 особа (2010; 216 у 2002).
Національний склад:
- чуваші — 99 %